# Робер I де Бов
Робер I де Бов — вассал или сосед Пьера Амьенского, пикардийский рыцарь, участник Третьего крестового похода. Упоминается в хронике Робера де Клари «Завоевание Константинополя».
Имел четырех сыновей:
- Ангерран де Бов, участник Четвертого крестового похода
- Робер II де Бов (умер в 1224)
- Гуго (Гюг) де Бов
- имя сына неизвестно, клирик